# Fosse no 5 - 12 des mines de Courrières
La fosse no 5 - 12 dite Constant Mathieu de la Compagnie des mines de Courrières est un ancien charbonnage du Bassin minier du Nord-Pas-de-Calais, situé à Sallaumines. Les travaux commencent en juin 1872, mais le premier puits est abandonné à l'état d'avaleresse à la profondeur de 24 mètres. Un nouveau puits no 5 est entrepris à cinquante mètres à l'est, son passage à travers le niveau d'eau est particulièrement difficile. La fosse entre en production le 15 mai 1877. Un puits no 12 est ajouté cinquante mètres à l'est en 1905. La fosse est détruite durant la Première Guerre mondiale. Des cités sont édifiées à proximité de la fosse, ainsi qu'un terril no 96.
La Compagnie des mines de Courrières est nationalisée en 1946, et intègre le Groupe d'Hénin-Liétard. La fosse est modernisée à partir de 1954 : le puits no 12 est ravalé à 483 mètres et est doté de nouveaux ventilateurs alors que le puits no 5 est équipé pour recevoir des berlines de 3 000 litres. La fosse no 13 - 18 est concentrée sur la fosse no 5 - 12 en 1957. Cette dernière l'est sur la fosse no 3 - 15 en 1969, date à laquelle elle cesse d'extraire pour assurer uniquement le service et l'aérage. Elle ferme en même temps que la fosse no 4 - 5 des mines de Drocourt en 1988. Elle assure encore la récupération du matériel et le démantèlement des installations du fond jusqu'en novembre 1988, les puits sont remblayés le mois suivant. Le terril est intégralement exploité, avant la fermeture de la fosse. Les chevalements sont détruits en 1990.
Une zone industrielle a pris place sur le site du terril, et les cités établies au nord de la fosse ont été détruites, celles situées au sud ont été rénovées. Au début du XXIe siècle, Charbonnages de France matérialise les têtes des puits nos 5 et 12. Les bâtiments subsistants sont les bains-douches, la lampisterie, le magasin, la salle de paye, et le logement du garde.

## La fosse

### Fonçage
La fosse no 5 ou Constant Mathieu est commencée en juin 1872 à Sallaumines par la Compagnie des mines de Courrières à 1 100 mètres au nord-ouest de la fosse no 4, à 350 mètres vers le nord de la route nationale no 43, de Lens à Douai, et à 440 mètres au nord-ouest du clocher de la commune, après exécution d'un sondage. Un premier puits est commencé mais il a dû être abandonné à la profondeur de 24 mètres à cause d'énorme difficultés de creusement. Il s'agit de l'avaleresse no 5.
Un second puits, également nommé no 5, est entrepris à cinquante mètres à l'est de l'avaleresse. Le fonçage du puits est assez original : on construit d'abord une cuve en maçonnerie de 5,20 mètres de diamètre, reposant sur une roue en bois placée à la tête du niveau des eaux, soit à 16 mètres de profondeur environ. À l'intérieur de cette cuve, on descend une tour en tôle de 2,5 centimètres d'épaisseur, formée d'anneaux de 1,30 mètre de hauteur. Cette tour est enfoncée au moyen de 24 vérins. À la base, elle est munie d'une trousse coupante qui précède les ouvriers. Les terrains sont franchement mauvais jusqu'à 35 mètres de profondeur. Le premier picotage est place à 37,70 mètres. La venue d'eau maximale a atteint 37 000 m3 par 24 heures, l'épuisement est assuré au moyen de trois pompes, dont deux de 55 centimètres et une d'un mètre de diamètre, qui ont une course de trois mètres. Le cuvelage en bois est placé à l'intérieur de la tour en tôle et assis sur un anneau en bois formant un faux terrain. Le fonçage n'est terminé qu'en 1877.
Le puits a un diamètre utile de 4,50 mètres. L'orifice du puits est situé à l'altitude de 44,62 mètres,. Le terrain houiller a été atteint à la profondeur de 156,80 mètres,.

### Exploitation

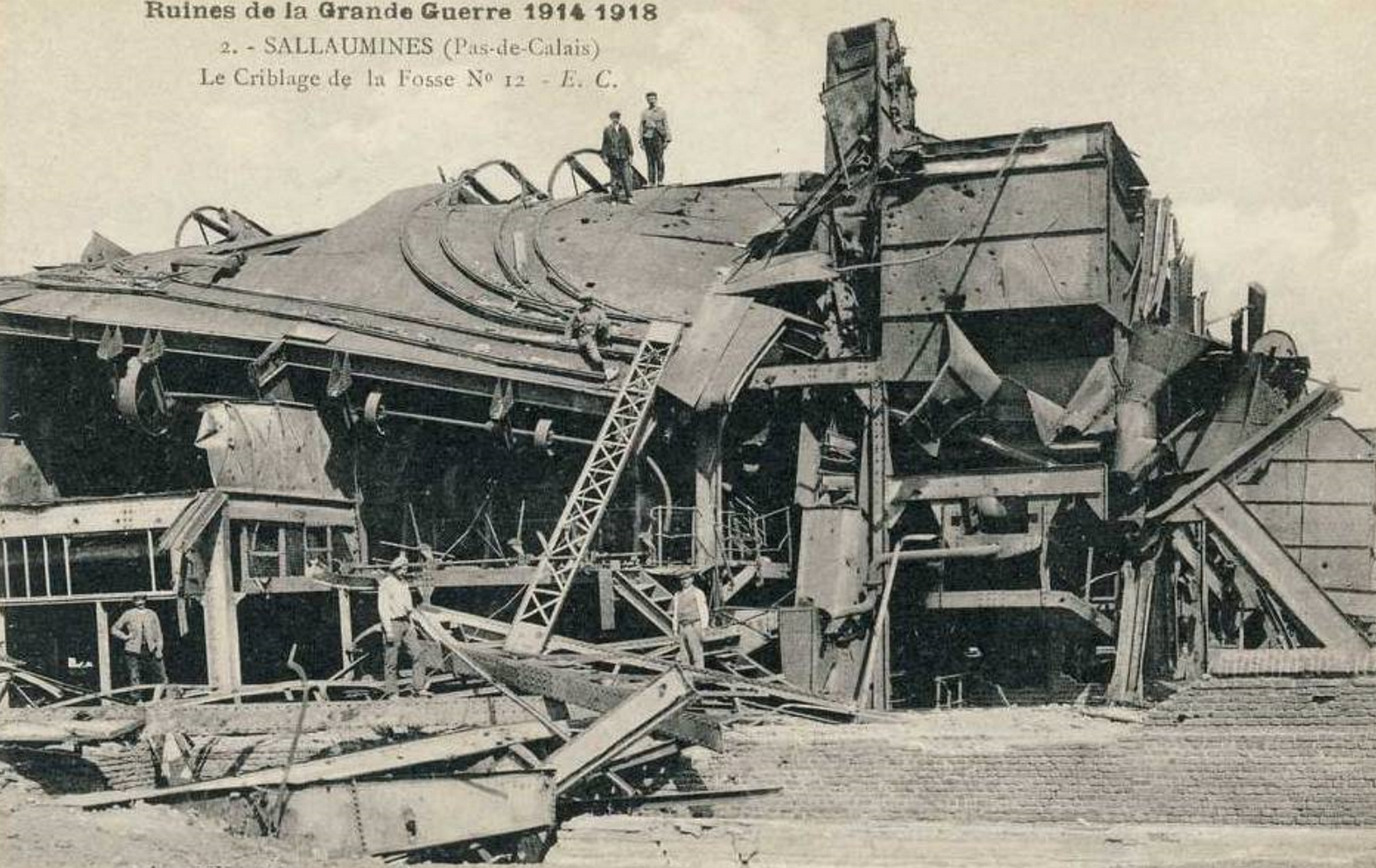
Le criblage de la fosse no 12.

La fosse entre en exploitation le 15 mai 1877. La houille tient de 34 à 40 % de matières volatiles.
Dans les années 1890, le puits est profond de 305,40 mètres. Des accrochages sont établis à 183, 200, 218 et 260 mètres de profondeur, mais seul le dernier est en exploitation.
Le puits no 12 est commencé en 1905, à cinquante mètres à l'est du puits no 5. La fosse est détruite durant la Première Guerre mondiale.
La Compagnie des mines de Courrières est nationalisée en 1946, et intègre le Groupe d'Hénin-Liétard. Le puits no 5 est affecté au service et au retour d'air, alors que le puits no 12 est un puits d'extraction et d'entrée d'air. La fosse est modernisée à partir de 1954 : le puits no 12 est ravalé à 483 mètres et est doté de nouveaux ventilateurs. Le puits no 5 est équipé pour recevoir des berlines de 3 000 litres. La fosse no 13 - 18, sise à 890 mètres au sud-ouest, est concentrée sur la fosse no 5 - 12 en 1957, et ferme. La fosse no 5 - 12 exploite son stot de sécurité. En 1968, les puits nos 5 et 12 sont respectivement ravalés à 600 et 750 mètres.
La fosse no 5 - 12 cesse d'extraire en 1969, après sa concentration sur la fosse no 3 - 15, sise à Méricourt à 2 065 mètres à l'est-sud-est. Elle assure le service et l'aérage jusqu'en 1988, date à laquelle ferme la fosse no 4 - 5 des mines de Drocourt, sise à Méricourt à 2 565 mètres au sud-est. La fosse no 5 - 12 est utilisée pour le démantèlement des installations du fond et pour remonter le matériel récupérable jusqu'en novembre 1988. Les puits nos 5 et 12, respectivement profonds de 676 et 823 mètres sont remblayés en décembre 1988. Les chevalements sont détruits en 1990.

### Reconversion
Au début du XXIe siècle, Charbonnages de France matérialise les têtes des puits nos 5 et 12. Le BRGM y effectue des inspections chaque année. Les bâtiments subsistants sont les bains-douches, la lampisterie, le magasin, la salle de paye, et le logement du garde.

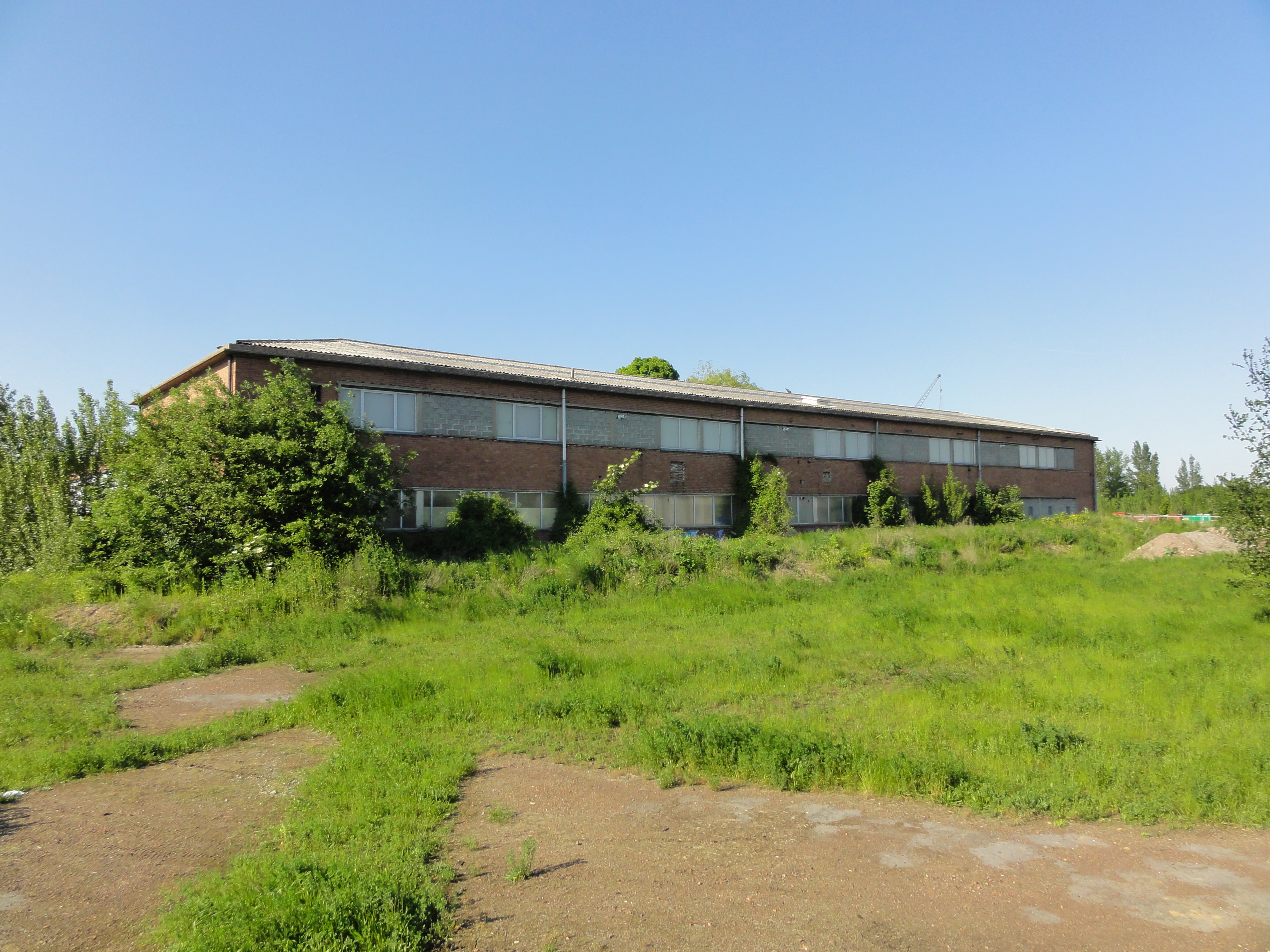
Les bains-douches et la lampisterie.
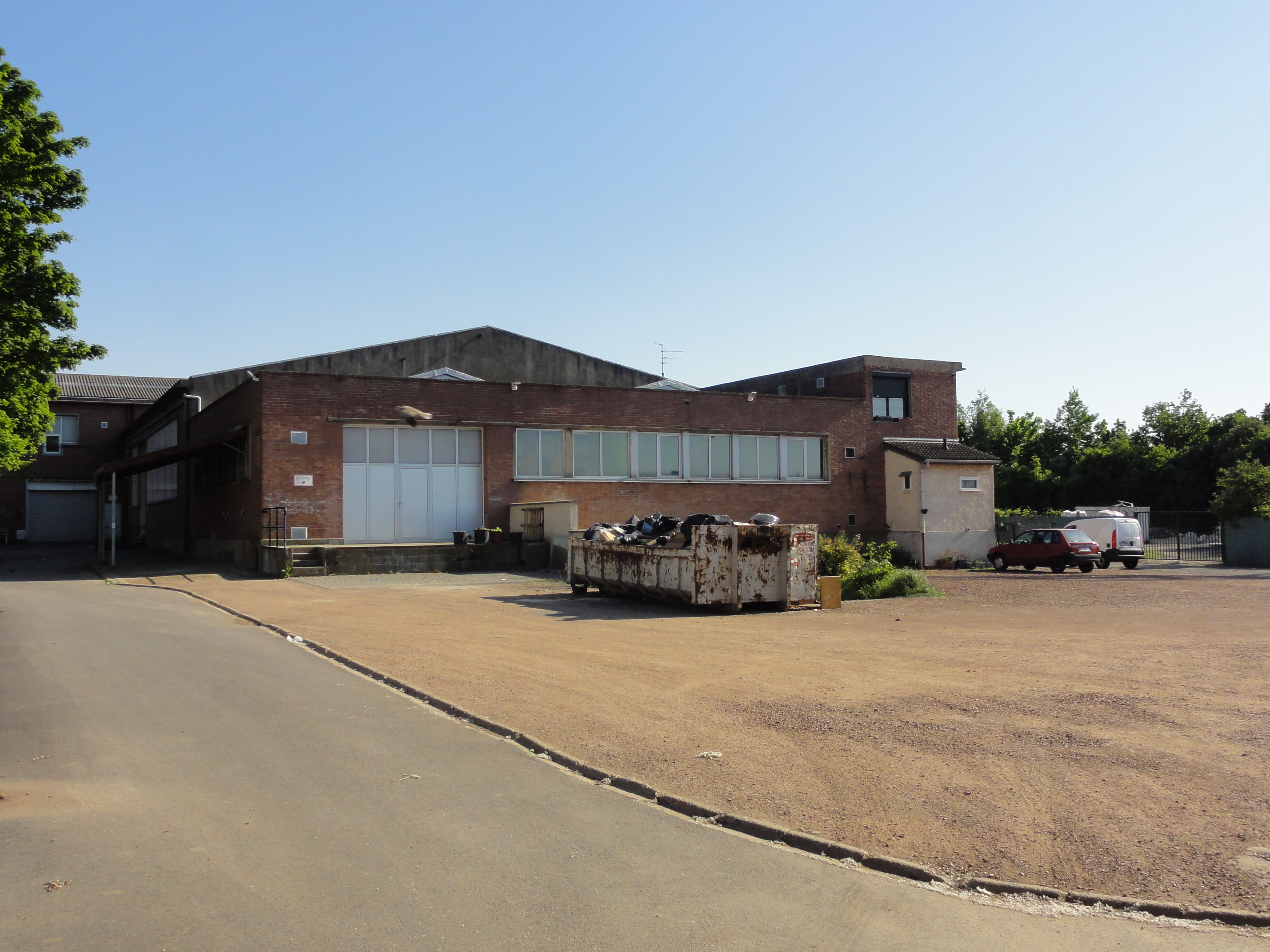
Les bains-douches et la lampisterie.
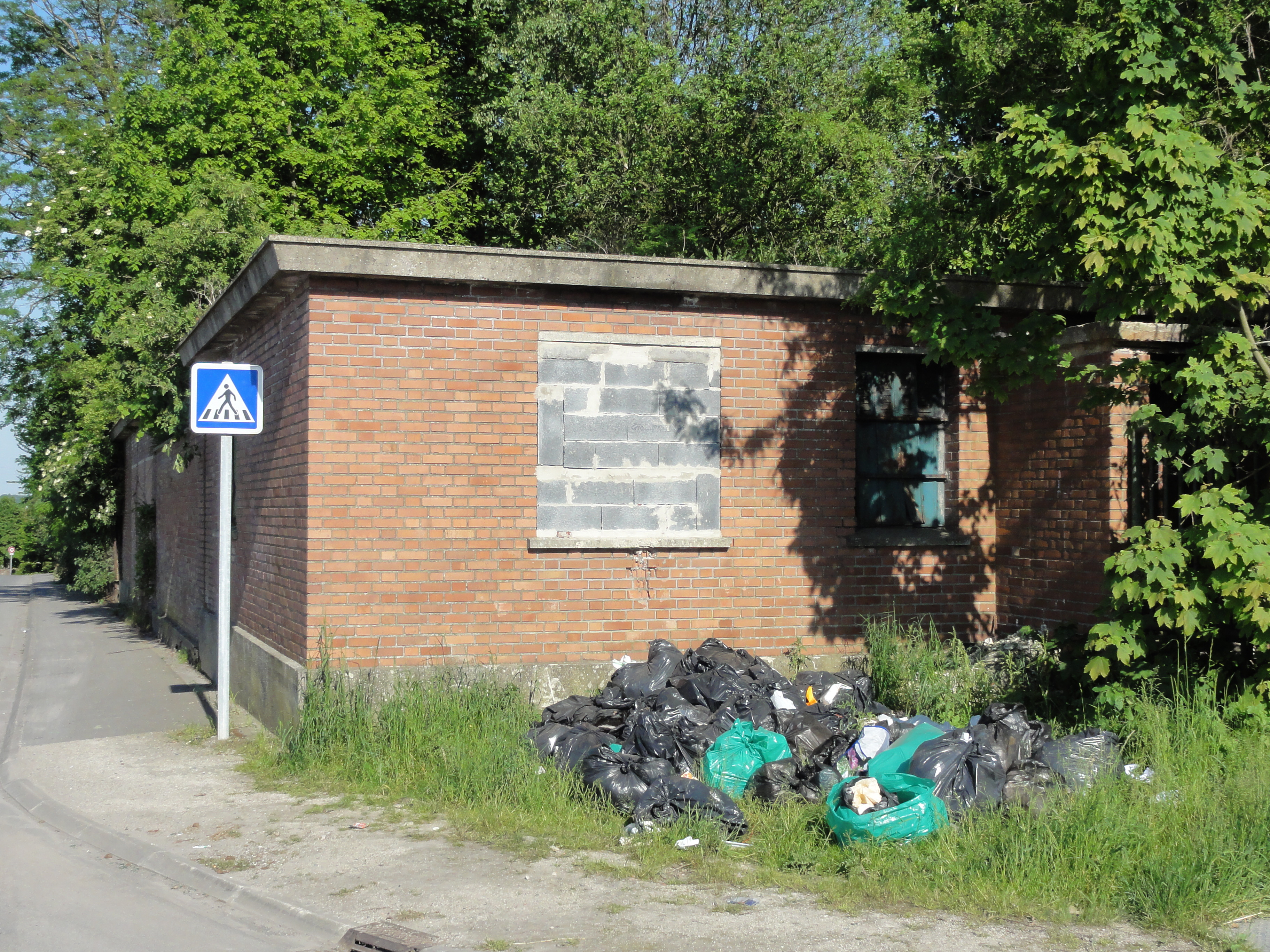
Le logement du garde.
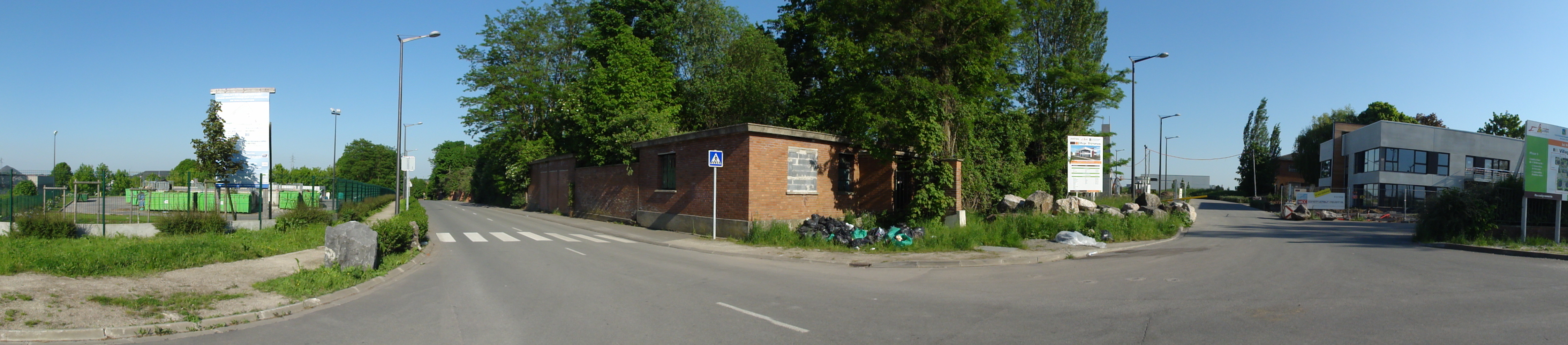
Panorama de l'entrée de la fosse.

## Le terril

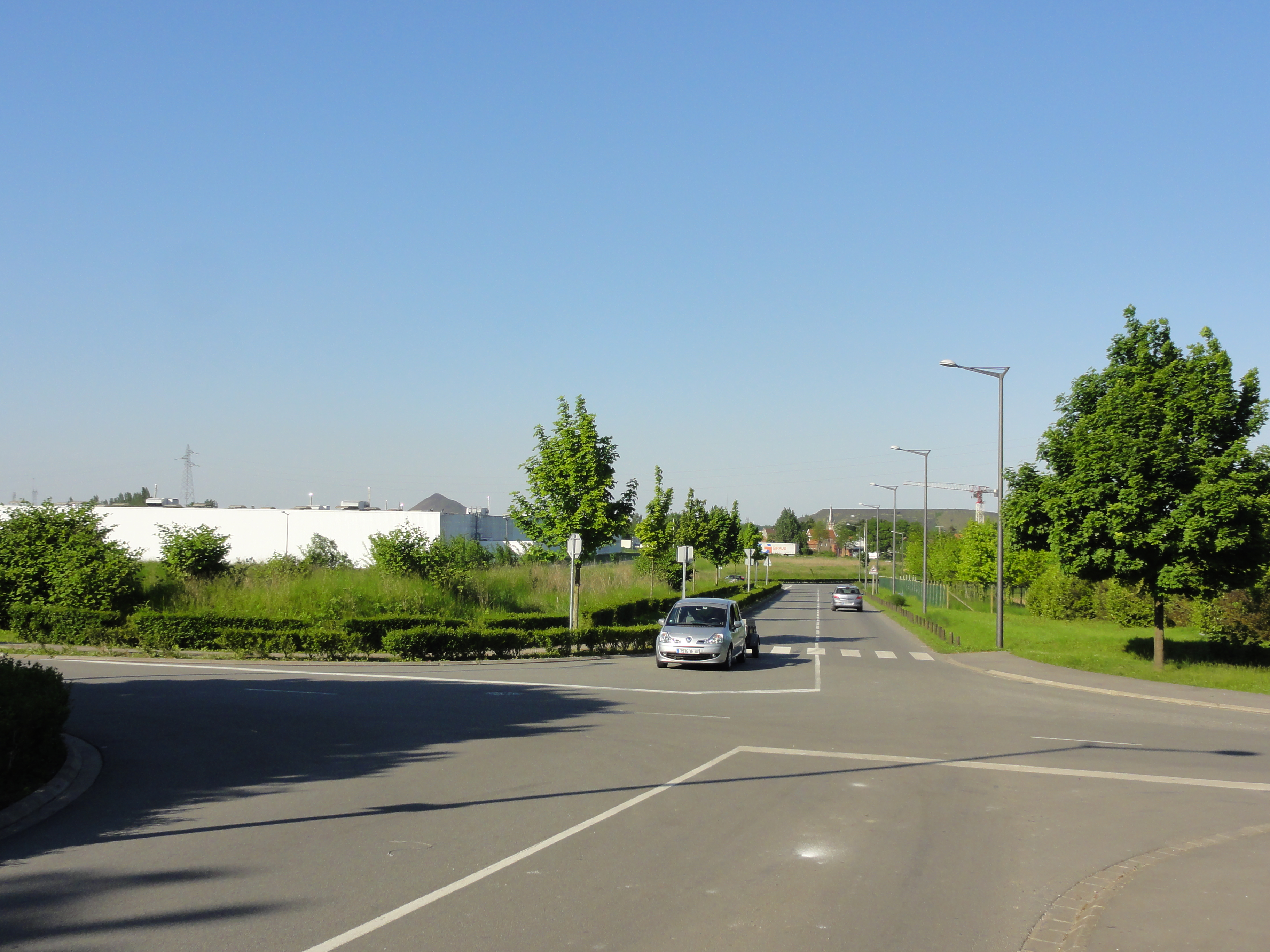
Le site du terril no 96.

50° 25′ 37″ N, 2° 51′ 46″ E
Le terril conique no 96, 5 Ouest de Courrières, disparu, situé à Noyelles-sous-Lens, était le terril de la fosse no 5 - 12. Il a été entièrement exploité, il n'en subsiste plus rien. Le site est reconverti en zone industrielle, il s'étendait sur 8,9 hectares et culminait à 80 mètres,.

## Les cités
Des cités ont été bâties à proximité de la fosse no 5 - 12. Celles situées au nord de la fosse ont été détruites.

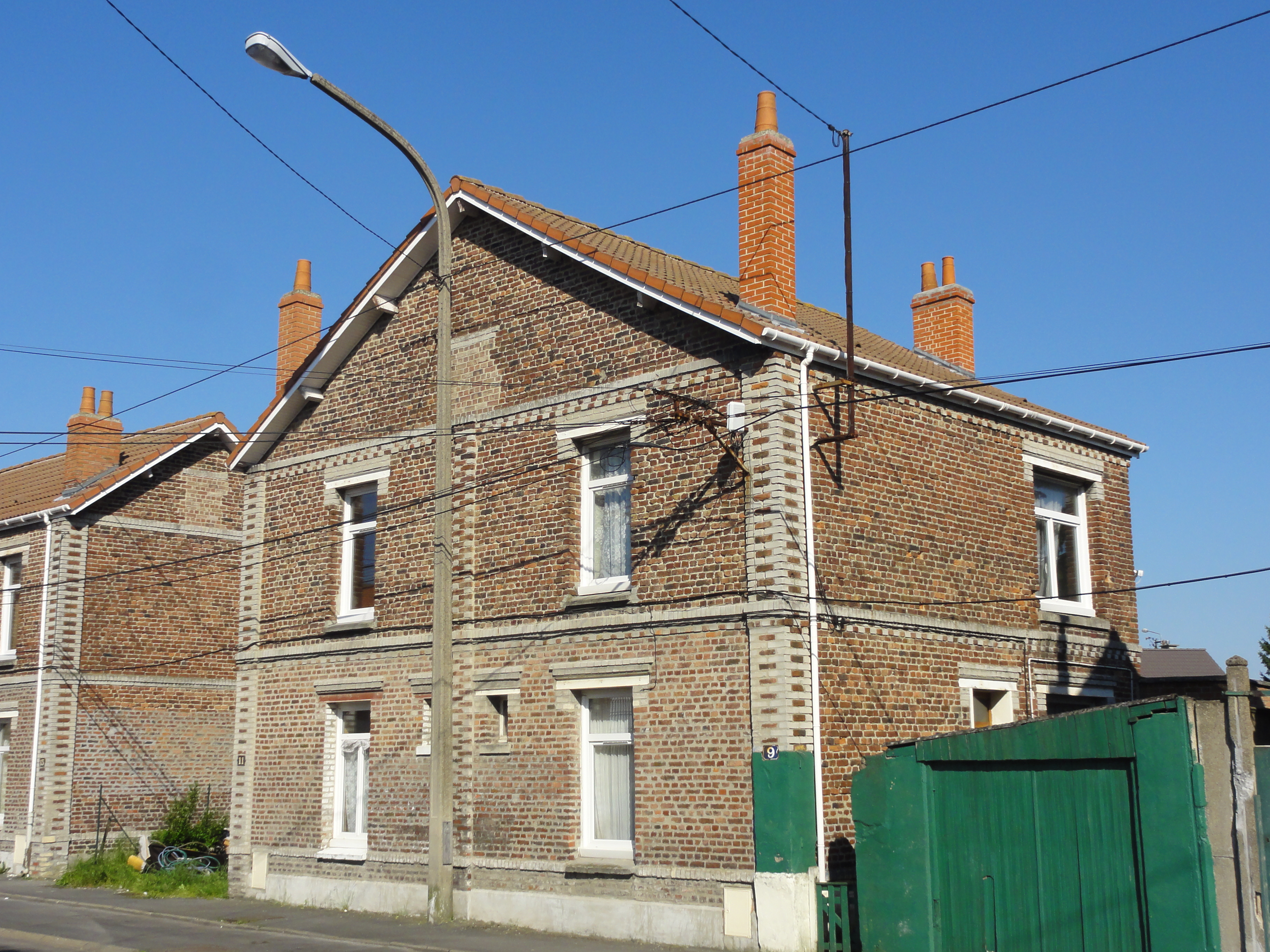
Des habitations groupées par deux.
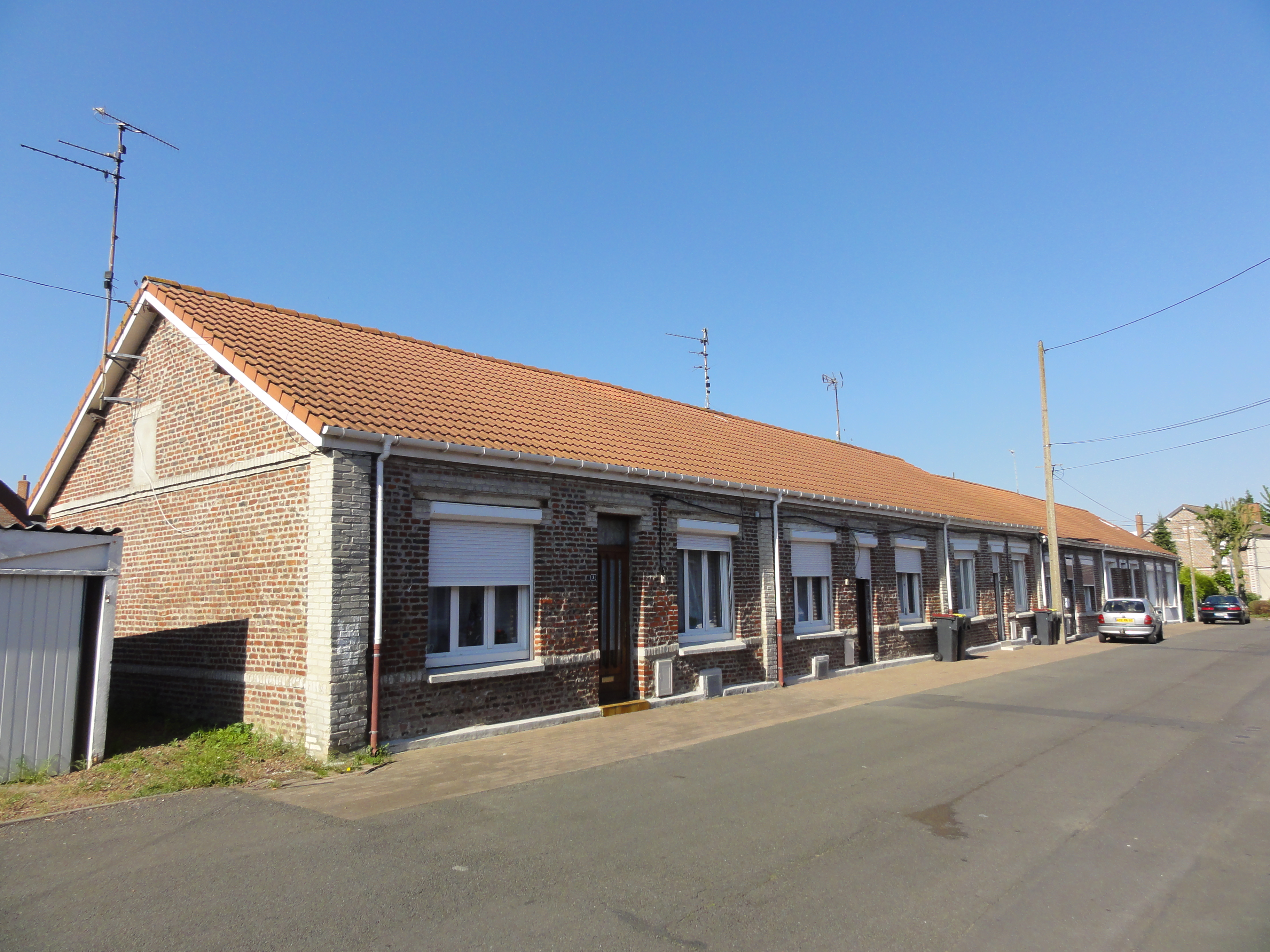
Un coron d'habitations de plain-pied.
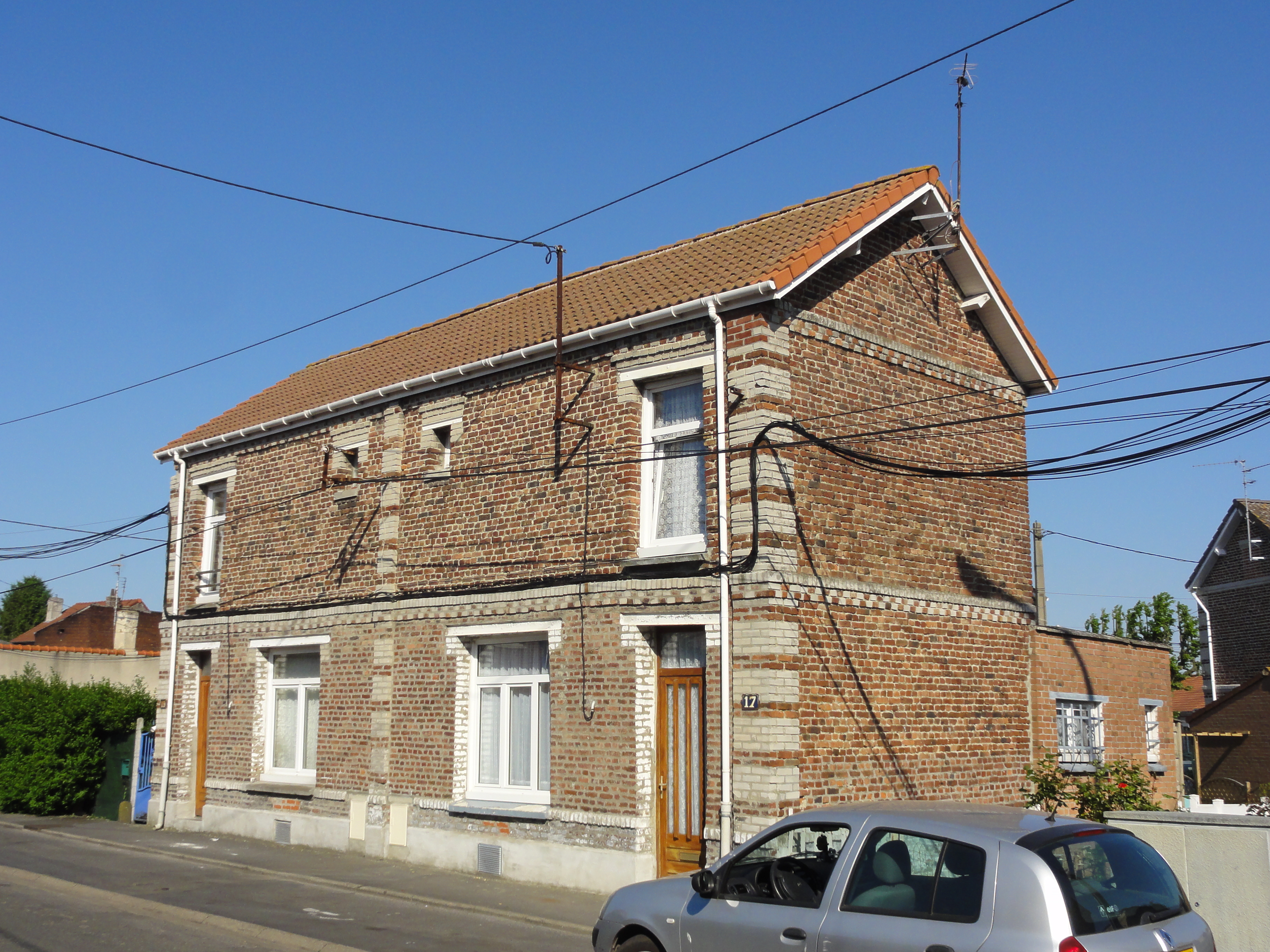
Des habitations groupées par deux.
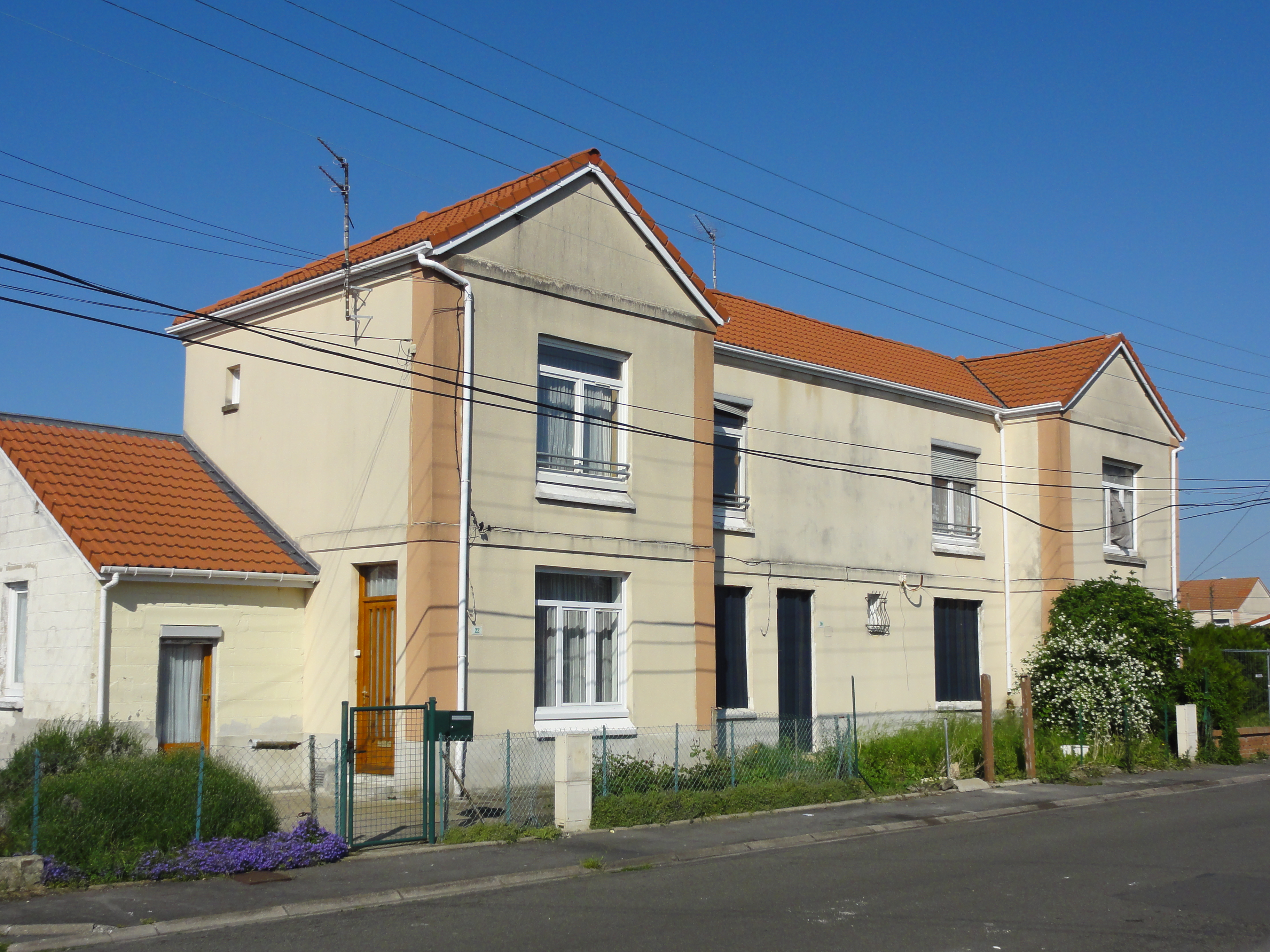
Des habitations groupées par trois.
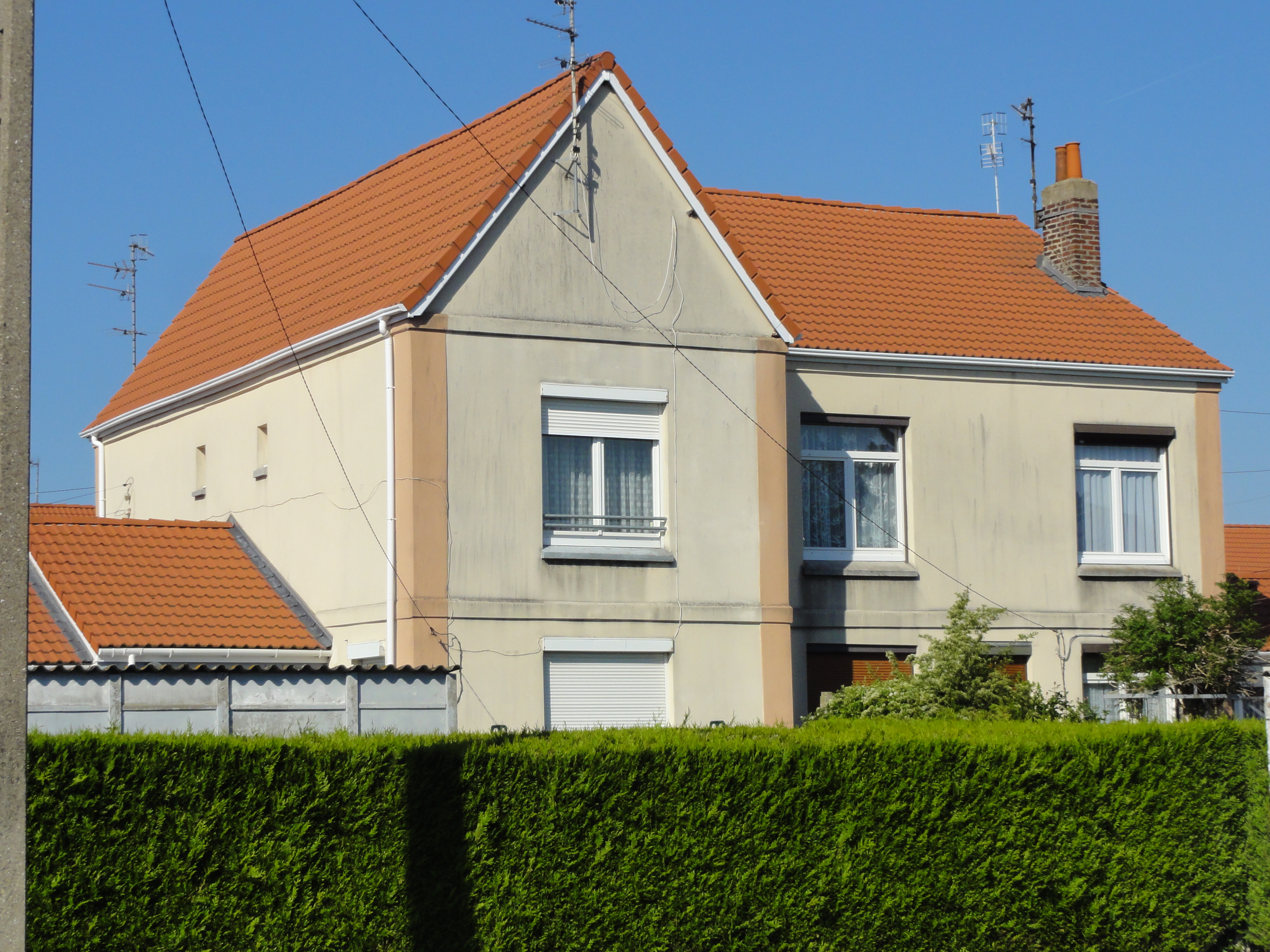
Des habitations groupées par deux.
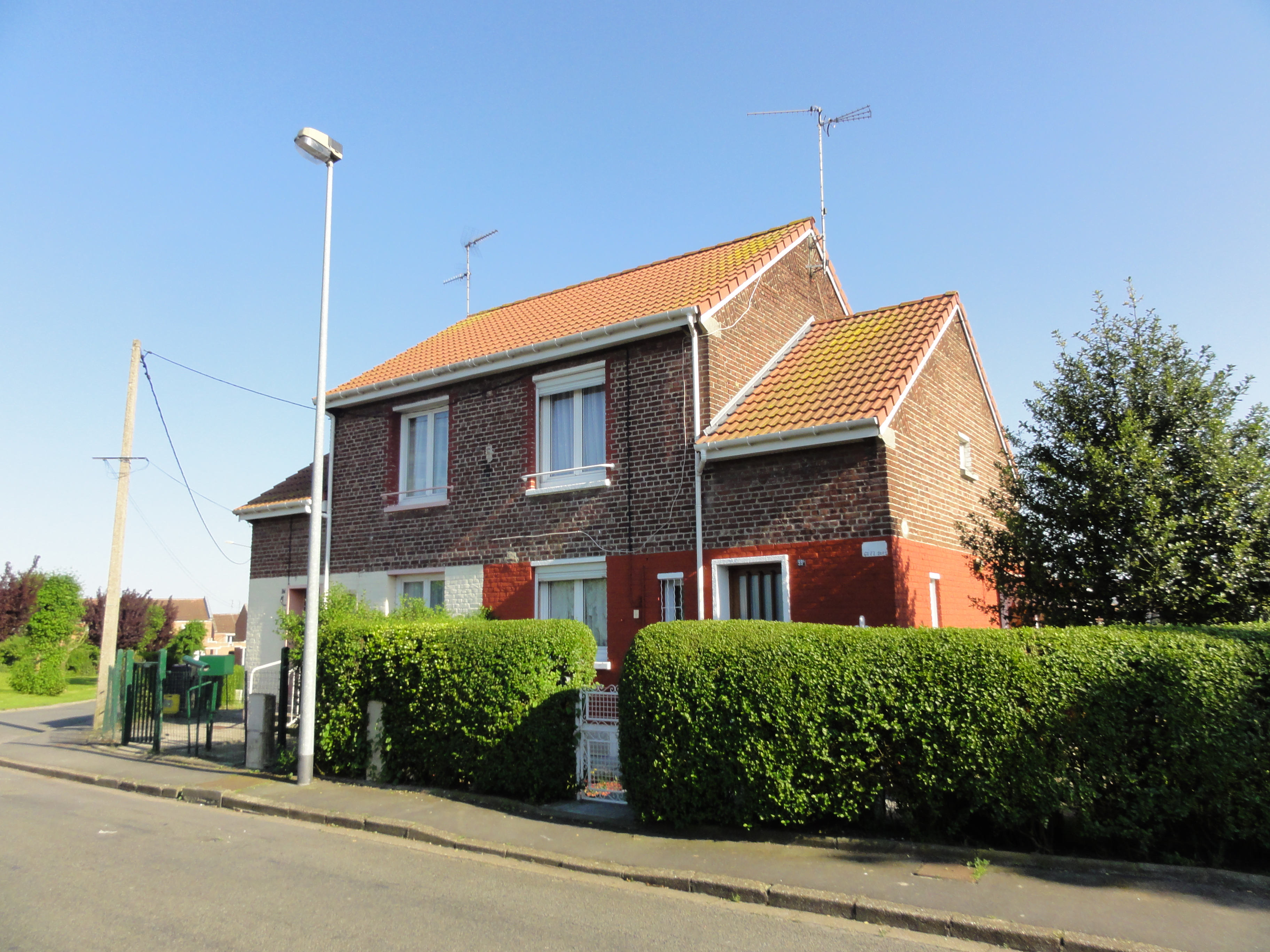
Des habitations post-Nationalisation.

### L'église Saint-Vaast

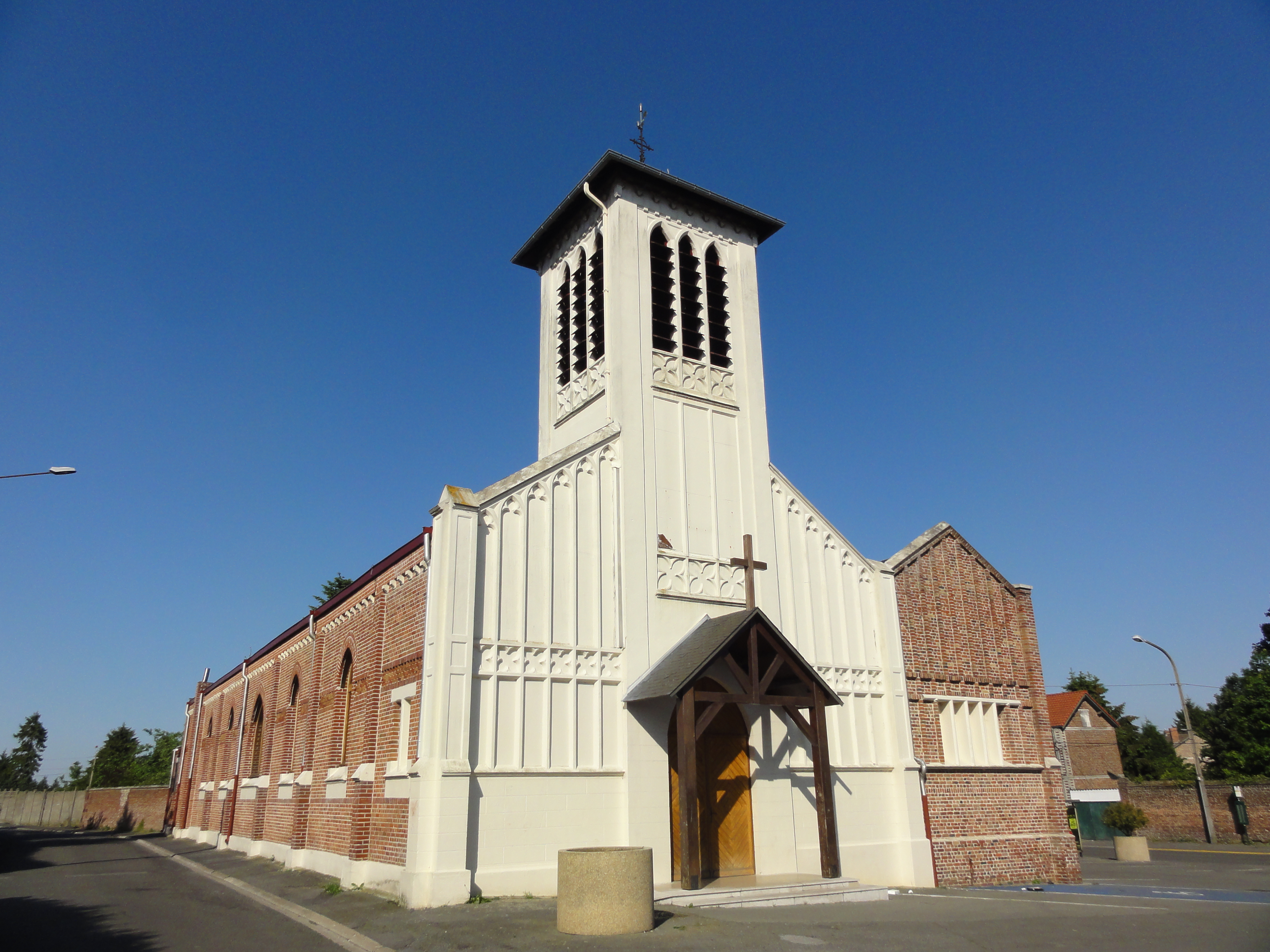
L'église Saint-Vaast.

50° 25′ 14″ N, 2° 51′ 48″ E
L'église Saint-Vaast de la commune minière de Sallaumine a été bâtie parmi les cités de la fosse no 5 - 12, le long d'une route principale.